# Куинси
Куинси (фр. Cuincy) насеље је и општина у североисточној Француској у региону Север-Па д Кале, у департману Север која припада префектури Дуе.
По подацима из 2011. године у општини је живело 6602 становника, а густина насељености је износила 941,8 становника/km². Општина се простире на површини од 7,01 km². Налази се на средњој надморској висини од 27 метара (максималној 44 m, а минималној 23 m).

## Демографија
| 1962. | 1968. | 1975. | 1982. | 1990. | 1999. | 2011. |
| ----- | ----- | ----- | ----- | ----- | ----- | ----- |
| 3.008 | 3.831 | 6.175 | 6.449 | 7.204 | 6.847 | 6.602 |